# Cabo de San Antonio (Cuba)
El cabo de San Antonio constituye el extremo más occidental de Cuba, que forma parte de la reserva de la biosfera península de Guanahacabibes en la provincia de Pinar del Río. Es bañado por las aguas del estrecho de Yucatán. En él se sitúa el faro Roncali con 22,5 metros de altura, construido en la segunda mitad del siglo XIX, por el capitán de igual nombre. Cada 10 segundos la luz del faro realiza dos emisiones visibles hasta 30 km de distancia, que sirve de guía al tráfico marítimo de la zona.
Muy cercana se encuentra la playa Las Tumbas.
Sus coordenadas son 21°52′44″ de latitud norte y 84°49′23″ de latitud oeste.